# Nati nel 1507
| Questa pagina contiene informazioni ricavate automaticamente dalle voci biografiche con l'ausilio del template Bio e di un bot. L'aggiornamento è periodico e automatico e ricostruisce completamente la pagina. Se manca una persona in questa lista, sei pregato di non aggiungerla, ma accertati piuttosto che la sua voce biografica contenga il template Bio e che i dati anagrafici siano correttamente compilati. Se il template Bio manca, inseriscilo tu stesso o, in alternativa, metti l'avviso {{tmp\|Bio}} che ne segnala la mancanza. Se i dati riportati sono sbagliati, correggi direttamente la voce biografica; le modifiche saranno visibili in questa lista entro pochi giorni. Per chiarimenti vedi il progetto biografie. La lista contiene solo le 58 persone che sono citate nell'enciclopedia e per le quali è stato implementato correttamente il template Bio. Pagina aggiornata al 31 ago 2024. |

## Gennaio(6)
- 1º gennaio - Anna di Brandeburgo, principessa († 1567)
- 14 gennaio - Caterina d'Asburgo, sovrana († 1578)
- 14 gennaio - Luca Longhi, pittore italiano († 1580)
- 18 gennaio - Ferrante Sanseverino, nobile italiano († 1568)
- 25 gennaio - Johannes Oporinus, umanista, medico e editore svizzero († 1568)
- 28 gennaio - Ferrante I Gonzaga, nobile e condottiero italiano († 1557)

## Febbraio(3)
- 3 febbraio - René de Birague, nobile italiano († 1583)
- 8 febbraio - Luca Martini, ingegnere e scrittore italiano († 1561)
- 11 febbraio - Filippo II, religioso russo († 1569)

## Marzo(2)
- 7 marzo - Maddalena di Sassonia, nobile tedesca († 1534)
- 29 marzo - Enrico II di Münsterberg-Oels, nobile boemo († 1548)

## Giugno(3)
- 5 giugno - Ferdinando d'Aviz, principe portoghese († 1534)
- 6 giugno - Annibale Caro, traduttore, poeta e numismatico italiano († 1566)
- 25 giugno - Maria Giacomina di Baden, nobile tedesca († 1580)

## Agosto(3)
- 10 agosto - Jacques Arcadelt, compositore fiammingo († 1568)
- 11 agosto - Jerónimo Nadal, gesuita e teologo spagnolo († 1580)
- 15 agosto - Giorgio III di Anhalt-Dessau, nobile tedesco († 1553)

## Settembre(1)
- 16 settembre - Jiajing, imperatore cinese († 1567)

## Ottobre(6)
- 1º ottobre - Johannes Sturm, pedagogo tedesco († 1589)
- 1º ottobre - Jacopo Barozzi da Vignola, architetto e teorico dell'architettura italiano († 1573)
- 4 ottobre - Giovanni Battista Rossi, religioso italiano († 1578)
- 5 ottobre - Durante Duranti, cardinale e vescovo cattolico italiano († 1558)
- 26 ottobre - Alvise I Mocenigo, doge († 1577)
- 29 ottobre - Fernando Álvarez de Toledo, nobile e generale spagnolo († 1582)

## Novembre(1)
- 25 novembre - Joos de Damhouder, giurista belga († 1581)

## Dicembre(1)
- 18 dicembre - Ōuchi Yoshitaka, militare giapponese († 1551)

## Senza giorno specificato(32)
- Altan Khan,  mongolo († 1582)
- Vrindavana Dasa Thakura, scrittore e mistico indiano († 1589)
- Antoine I d'Albon, arcivescovo cattolico francese († 1574)
- Bálint Bakfark, compositore e liutista ungherese († 1576)
- Ercole Bentivoglio, letterato italiano († 1573)
- Anna Bolena, sovrana britannica († 1536)
- Pierre Bontemps, scultore francese († 1568)
- Gian Giacomo Bonzagna, medaglista, incisore e orafo italiano († 1565)
- Anne Brandon, nobildonna inglese († 1558)
- Bartolomeo Concini, giurista italiano († 1578)
- Lucantonio Coppi, nobile e condottiero italiano († 1557)
- Agustín Coruña Velasco, religioso e vescovo cattolico spagnolo († 1589)
- Annibale Gonzaga, condottiero italiano († 1537)
- Giovanni Battista Lercari, doge († 1592)
- Enrico Loffredo, vescovo cattolico italiano († 1547)
- Juan Manrique de Lara, militare spagnolo († 1570)
- Giovanni Angelo Montorsoli, scultore e architetto italiano († 1563)
- Bernardo Navagero, cardinale, ambasciatore e vescovo cattolico italiano († 1565)
- Bartolomeo Panciatichi, umanista e politico italiano († 1582)
- Giovanni Battista Pastene, navigatore italiano († 1582)
- Altobello Persio, scultore italiano († 1593)
- Alberto Pico della Mirandola, nobile e militare italiano († 1533)
- Claudio Rangoni, condottiero italiano († 1537)
- Guillaume Rondelet, zoologo francese († 1566)
- Juan Ruiz de Arce, militare spagnolo († 1570)
- Ermes I Stampa, vescovo cattolico e nobile italiano († 1557)
- Jacopo Strada, pittore, architetto e numismatico italiano († 1588)
- Juan de Vega, politico e ambasciatore spagnolo († 1558)
- Alonso de la Vera Cruz, teologo spagnolo († 1584)
- Gaspar de Zúñiga y Avellaneda, cardinale e arcivescovo cattolico spagnolo († 1571)
- Guillaume Guéroult, editore, traduttore e poeta francese († 1569)
- Wolf Dietrich von Ems zu Hohenems, nobile austriaco († 1538)